# 多摩東西道路
多摩東西道路（たまとうざいどうろ）とは、東京都が整備する多摩地域を東西に貫く道路網の総称である。

## 構成道路
「新たな多摩のビジョン行動戦略」では、「多摩東西主要4路線」として、新青梅街道、新五日市街道、東八道路、新奥多摩街道の4路線が挙げられている。

### 供用中
東京都道5号新宿青梅線（新青梅街道）
東京都区部から北多摩北部を経由し、青梅市に至る道路。
東京都道14号新宿国立線（東八道路）
東京都区部から北多摩南部を経由し、八王子市に至る道路。国立市から八王子市方面は事業中。
東京都道29号立川青梅線（新奥多摩街道）
立川市から西多摩東部を経由し、青梅市に至る道路。立川市から東八道路方面は事業中。

### 事業中
東京都道7号杉並あきる野線（新五日市街道）
都区部から北多摩中央部を経由し、あきる野市に至る道路。